# Cantonul Oloron-Sainte-Marie-Est
Cantonul Oloron-Sainte-Marie-Est este un canton din arondismentul Oloron-Sainte-Marie, departamentul Pyrénées-Atlantiques, regiunea Aquitania, Franța.

## Comune
- Bidos
- Buziet
- Cardesse
- Escou
- Escout
- Estos
- Eysus
- Goès
- Herrère
- Ledeuix
- Lurbe-Saint-Christau
- Ogeu-les-Bains
- Oloron-Sainte-Marie (parțial, reședință)
- Poey-d'Oloron
- Précilhon
- Saucède
- Verdets